# Igor Wójcik
Igor Marcin Wójcik (ur. 1968 w Szczecinie) – polski artysta i polityk samorządowy.

## Życiorys
Syn Witolda Wójcika i Barbary Krzywickiej-Wójcik.
Studiował na Akademii Sztuk Pięknych we Wrocławiu, gdzie otrzymał dyplom magisterski z Projektowania Szkła i Malarstwa (1993), był stypendystą Fine Art’s Ateliers of Hollywood w USA i Atlantic Region Learning Center w Kanadzie.

### Działalność opozycyjna 1981–1989
W latach 1981–1989 związany był z działalnością opozycyjną w PRL (już w 1981 był współzałożycielem i wiceprzewodniczącym Niezależnego Stowarzyszenia Uczniów „Rota” przy Szkole Podstawowej nr 81 we Wrocławiu). W latach 1983–1987 był współzałożycielem i wiceprzewodniczącym Młodzieżowej Organizacji Antykomunistycznej obejmującej swoją działalnością wrocławskie licea. Od 1983 związany był z podziemną „Solidarnością”. Kolporter bezdebitowych wydawnictw Solidarności, Solidarności Walczącej, Federacji Młodzieży Walczącej, Niezależnej Oficyny NOWA, Międzyszkolnego Komitetu Oporu itp. Od 1987 członek Solidarności Polsko-Czechosłowackiej (obecnie Solidarność Polsko-Czesko-Słowacka). Współorganizator legendarnego Festiwalu Niezależnej Sztuki Czechosłowacji w listopadzie 1989.
Od 1987 członek Niezależnego Zrzeszenia Studentów. W latach 1987–1988 przewodniczący NZS w Studium Nauczycielskim we Wrocławiu, a w latach 1988–1992 przewodniczący NZS w Państwowej Wyższej Szkole Sztuk Plastycznych we Wrocławiu Od 1988 w składzie Międzyuczelnianego Komitetu Strajkowego NZS we Wrocławiu. W 1989 członek Ogólnopolskiej Komisji Strajkowej Niezależnego Zrzeszenia Studentów. W latach 1986–1989 pracował w podziemnych redakcjach, m.in.: „Verbum” – pismo licealne; „Akces” – pismo NZS UWr; Pismo Informacyjne NZS PWSSP; Komunikat NZS PWSSP. Używał konspiracyjnych pseudonimów redakcyjnych: WiM, Oz oraz I. Współpracował także z Pomarańczową Alternatywą i ruchem Wolność i Pokój. W czerwcu 1989 uczestnik wielodniowego wrocławskiego protestu przeciw masakrze na placu Tian’anmen w 1989. Autor zniszczonego przez SB pomnika poświęconego ofiarom masakry. W 1990 delegat NZS na pierwsze dni studenckiego strajku wolnościowego na Uniwersytecie Sofijskim w Bułgarii (czerwiec 1990).

### Działalność kulturalna i artystyczna
2012-2015 właściciel "galerii sztuki aktualnej" na wrocławskich Starych Jatkach. W latach 1997–2001 wykładowca przedmiotu „Komunikacja wizualna” w Wyższym Studium Fotografii. W latach 2008–2011 i w 2015 zastępca dyrektora i od 2015 dyrektor Ośrodka Kultury i Sztuki we Wrocławiu. 2012-2016 członek Rady Programowej Telewizji Polskiej we Wrocławiu. W latach 2008–2012 członek i sekretarz Rady Programowej Polskiego Radia Wrocław S.A. 2009-2012 przewodniczący Kapituły Nagrody Teatralnej Województwa Dolnośląskiego. Współpracował z Międzynarodowym Festiwalem Teatralnym „Bez Granic” w Cieszynie, oraz Wrocławskimi Spotkaniami Teatrów Jednego Aktora. Teatrem Polskim w Podziemiu (Wrocław) i Instytutem im. Grotowskiego we Wrocławiu. Producent i organizator spektakli teatralnych. Producent filmów dokumentalnych dla TVP.
2013–2022 członek zarządu, od 2022 członek Rady Artystycznej Dolnośląskiego Towarzystwa Zachęty Sztuk Pięknych. Członek Rady Programowej Europejskiej Stolicy Kultury Wrocław 2016. 2021-2024 członek Społecznej Rady Kultury przy Marszałku Województwa Dolnośląskiego. Od 2025 członek Wrocławskiej Rady Kultury.

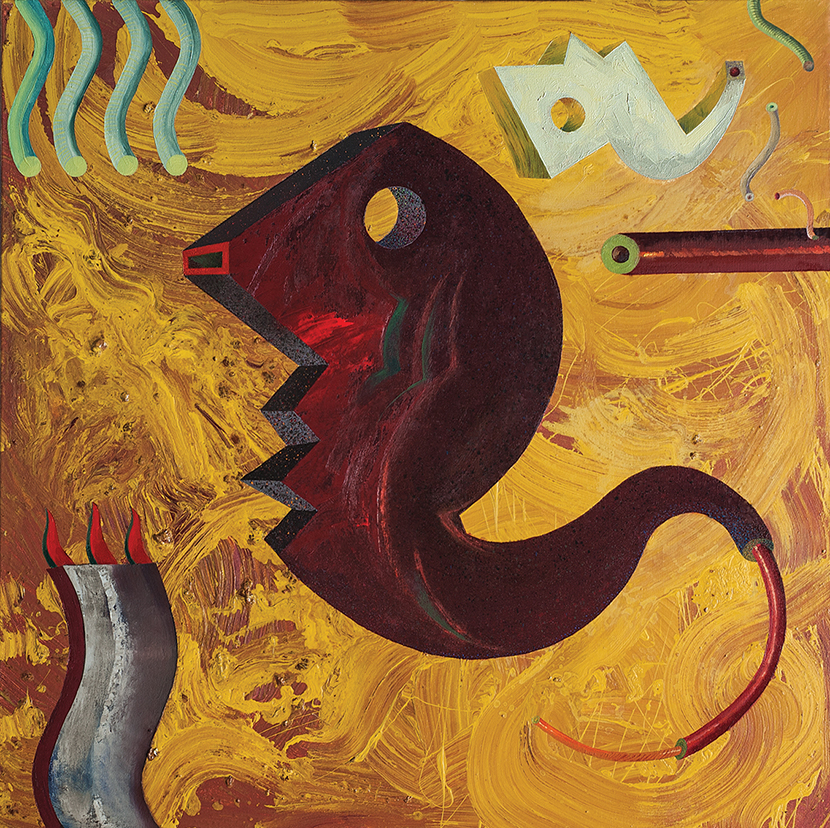
Mechabiotylae CXLVII Igor Wójcik, obraz olejny, akrylowy, technika własna na płótnie, 2014, 100x100cm

Brał udział w ponad 160 wystawach zbiorowych i 19 indywidualnych, m.in. w:
- warszawskiej Zachęcie
- Słowackim Muzeum Narodowym w Bratysławie (Słowacja)
- Zamku Książąt Pomorskich „BWA” w Szczecinie
- Muzeum Karkonoskim w Jeleniej Górze
- Zamku Sztuki i Przedsiębiorczości w Cieszynie
- Muzeum Narodowym w Poznaniu
- Galerii BWA we Wrocławiu,
- Galerii BWA w Rzeszowie
- Galerii „Zero” we Wrocławiu
- Galerii „Foto-Medium-Art” we Wrocławiu
- Galerii Miejskiej we Wrocławiu
- Centrum Kultury „Browar Mieszczański” we Wrocławiu
- Galerii MM w Chorzowie
- Willi Decjusza w Krakowie
- Centrum Dziedzictwa Szkła w Krośnie
- Galerii Ośrodka Kultury i Sztuki we Wrocławiu
- Galerii Stalowa w Warszawie
- Muzeum Powozów w Galowicach
- Muzeum Medalierskim we Wrocławiu
- Muzeum Miejskim we Wrocławiu
- Muzeum Akademii Sztuk Pięknych we Wrocławiu
- Muzeum w Nieborowie
- Pałacu Królewskim we Wrocławiu
- Polskich Instytutach w Lipsku (Niemcy), Bratysławie (Słowacja), Pradze (Czechy)
- Polskim Konsulacie w Los Angeles (USA)
- Centrum Sztuki Współczesnej DOX w Pradze (Czechy)
- Muzeum Sztuki Europejskiej / Muzeum Regionalnym w Libercu (Czechy)
- Muzeum Regionalnym w Vysokim Mycie (Czechy)
- Muzeum Miejskim w Králikach (Czechy)
- Galerii Miejskiej w Kutnej Horze (Czechy)
- Galerii Gambit w Pradze (Czechy)
- Galerii Nova w Bratysławie (Słowacja)
- Muzeum Krajowym w Brunszwiku (Niemcy)
- Salinenmuseum w Halle (Niemcy)
- Von der Heydt Museum w Wuppertalu (Niemcy)
- Muzeum Fotografii w Görlitz (Niemcy)
- Galerii „Toporowicz” w Los Angeles (USA)
- Centro dell’Arte w Podere Mollano (Toskania, Włochy)
- Centrum Sztuki Współczesnej i Muzeum Narodowym Adżarii w Batumi (Gruzja)
- Suwon Art Space w Korei Pd.

Jego dzieła znajdują się muzeach i kolekcjach prywatnych w Polsce, Niemczech, Czechach, Ukrainie, Włoszech, Szwajcarii, Belgii, Norwegii, Kanadzie i USA.
Jest twórcą koncepcji artystycznych Sztuka Zjawiskowa i spekulacjonizm intucjonistyczny, oraz cyklów prezentacji pn.: „Mechabiotylae” (od 1992) „Postindustrium” (1994–2002) i „Miejsce wyboru” (1998–2006).
Jest członkiem grupy twórczej „Silesium” (wraz z prof. Anną Kowalską-Szewczyk, prof. Grażyną Jaskierską, dr. Maciejem Albrzykowskim i Kamilem Moskowczenko). 1989-94 był członkiem grupy artystycznej „Karuzela Braders”, oraz 1991-1994 grupy teatralnej „Gabinet Operacji Plastycznych i Odnowy Uczuć” (m.in. z Krzysztofem Skarbkiem i Małgorzatą Kazimierczak).
Od 1989 członek rockowo-alternatywnej grupy „Poławiacze Pereł z Odry” (m.in. z Krzysztofem Skarbkiem, Romanem Regą, Michałem Hyckim i Jackiem Jankowskim „Pontonem” nagrali płytę „Karuzela”). Na przełomie lat 80. i 90. współpracował z grupą „Totart”.
Uprawia takie dyscypliny twórcze jak: malarstwo, fotografia, environment, instalacje, performance, happening, szkło artystyczne, film i rysunek. Zaangażowany w ochronę i konserwację zabytków; odbył praktyki konserwatorskie w:
- J. Paul Getty Museum w Los Angeles,
- Zebala Studio w Santa Monica,
- Starówka w Quedlinburgu w Niemczech,
- Fine Art’s Ateliers w Hollywood.

Pomysłodawca, twórca i dyrektor artystyczny Dolnośląskiego Festiwalu Sztuki 1999–2003 (przekształconego w 2003 w Dolnośląski Festiwal Artystyczny), oraz Międzynarodowych Plenerów i Sympozjów Szkła Artystycznego – E-glass Festiwal w Szklarskiej Porębie i Desnej – od 2008. Pomysłodawca (2001) i opiekun artystyczny galerii Dolnośląskiego Centrum Informacji Kulturalnej OKiS we Wrocławiu.
Ponadto organizator festiwali, m.in.:
- Przegląd Niezależnej Kultury Czeskiej i Słowackiej we Wrocławiu 1989 (także kurator wystawy)[25].
- III Festiwal Kultury Czeskiej we Wrocławiu.
- Festiwal Maj z Muzyką Dawną we Wrocławiu
- Festiwal im. Wieniawskiego w Szczawnie Zdroju

Kurator wielu wystaw promocyjnych polskich twórców w kraju i za granicą. Wykładowca na wielu polskich oraz międzynarodowych sympozjach i seminariach (m.in.: Tuzin-Dozen w Wojnowicach, Fotograficznym w Międzyzdrojach, Dolnośląskim Seminarium Sztuki, Festiwalu Malarstwa-Muzyki-Filmu w Nowogardzie).
Publikował w polskich i zagranicznych pismach literacko-artystycznych, m.in.: „”Odra”, „Dykcja”, francuskie „Vrais Revers”, „Rita Baum”, słowacki „Vytvarny Život / Art Life”, „Poglądy Otwarte”, „Ziemia Kłodzka”.  W 2021 ukazała się książka po redakcją Igora Wójcika pt.: "Sztuka idzie na wolność. Sztuka w PRL, CSRS i WRL w latach 80. XX wieku."
Producent filmowy:
- "Góry zrodzone z morza" reż. M. Kieres, D. Jasiński, 2018 (OKIS, Manifesta)
- "Szlak snów”, reż. M.Kieres, 2020 (Centrum Technologii Audiowizualnych / Telewizja Polska Wrocław / Wytwórnia Filmów Dokumentalnych i Fabularnych)[26]
- „Szczawno. Uzdrowisko Książęce” reż. M.Kieres, 2021 (Telewizja Polska Wrocław)[27]
- „Książ. Klucz do Śląska” reż. M.Kieres, 2021 (Telewizja Polska Wrocław dla TVP Historia)[28]
- "Komandor" 2023, reż. M.Kieres, (TVP3 Wrocław)
- "To nasza młodość…STRAJKI STUDENCKIE 88" reż. A. Grzymalska, 2024 (IPN Wrocław)
- "Ucieczka" reż. R. Bryll 2024 (IPN Wrocław)
- "Zrodzony w powietrzu", reż. B. Bubiak, 2024 (Kabart Film)
- "Smuga dźwięków", M. Żurawski, 2025 (TVP3 Wrocław)

Producent wspierający:
- "Chłopiec, który biegnie", reż. N. Siwicka, 2025 (Mediabrigade, TVP, OKiS)

Reżyser filmowy:
- "W służbie błękitnego krzyża", 2022 (TVP3 Wrocław)
- "Wędrowcy Karkonoszy", 2023 (TVP3 Wrocław)[29]
- "Ptaki wędrowne", 2025 (TVP3 Wrocław)

### Działalność społeczna
Radny VIII i IX kadencji Rady Miejskiej Wrocławia. Wiceprzewodniczący Klubu Radnych Platformy Obywatelskiej. Przewodniczący Komisji Kultury i Nauki, członek Komisji Architektury i Rozwoju Przestrzennego, wiceprzewodniczący Podkomisji ds do prac nad założeniami uchwały krajobrazowej. Członek, wiceprzewodniczący komisji Spraw Zagranicznych i Promocji;  (do 2024 członek Komisji Spraw Społecznych; Osiedli i Partycypacji; Komisji Kultury i Spraw Międzynarodowych i wice-przewodniczący Komisji Petycji, Skarg i Wniosków). 2013-2024 członek Rady Programowej Forum Polsko-Czeskiego Ministerstwa Spraw Zagranicznych. Członek Rady Społecznej Wojewódzkiego Zespołu Specjalistycznej Opieki Zdrowotnej we Wrocławiu. Od 2024 pełnomocnik Wojewody Dolnośląskiego ds. Kombatantów i Osób Represjonowanych. Członek Wojewódzkiej Rady Konsultacyjnej ds. Działaczy antykomunistycznych i Osób Represjonowanych.

Przewodniczący Rady Osiedla Stare Miasto we Wrocławiu w latach 2005–2017. 2011–2013 członek komisji rewizyjnej i rady regionu dolnośląskiego PO. Od 2021 członek rady powiatu wrocławskiego PO. 2001–2011 we władzach krajowych Solidarności Polsko-Czesko-Słowackiej. Członek Konfraterni NZS we Wrocławiu. Przewodniczący Sądu Koleżeńskiego wrocławskiego oddziału Związku Polskich Artystów Plastyków. Działał w EuroFotoKlub-ie oraz Stowarzyszeniu Wiek Nowy. 2005–2010 członek Miejskiego Zespołu ds. Inicjatyw Lokalnych we Wrocławiu. 2011-2018 Pełnomocnik Marszałka Województwa Dolnośląskiego ds Kontaktów z Republiką Czeską. Od 2025 Pełnomocnik Marszałka Województwa Dolnośląskiego ds Kontaktów z Republiką Czeską i Republiką Słowacką.

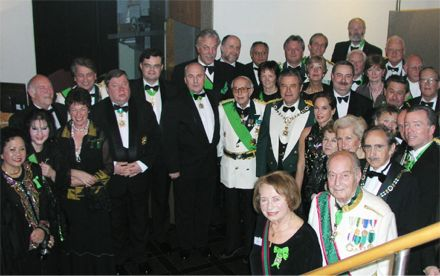
Wielki Zjazd Magistralny MHOSLJ w Vaals 2003 - 7 od lewej I. Wójcik

W latach 1999–2011 pełnił funkcję wicekomandora Polskiej Komandorii Rycerskiego i Szpitalnego Zakonu Św. Łazarza z Jerozolimy (tzw. Zielony Krzyż). Był współinicjatorem utworzenia Służby Medycznej i wolontariatu Zielonego Krzyża w Polsce. W latach 2000–2009 był członkiem zarządu Stowarzyszenia Św. Łazarza, oraz sekretarzem generalnym polskiej sekcji międzynarodowej organizacji pomocy humanitarnej Polski Zielony Krzyż. 
W latach 2010–2013 był sekretarzem Ochotniczej Straży Pożarnej we Wrocławiu.
Brał udział w wielu sympozjach poświęconych działalności społecznej i pomocy humanitarnej. Wykłady m.in. na temat: Prewencja wśród młodzieży w Czadcy na Słowacji (organizator: Słowacka Organizacja Policji Miejskich – SANMOP), Humanitarian Help Development w St. Pölten w Austrii (organizator: St. Lazarus Order), „Charytatywne Organizacje Pozarządowych Zielonego Krzyża” w Amsterdamie (organizator: St. Lazarus International), „Spółdzielne socjalne dla grup defaworyzowanych” we Wrocławiu.

## Odznaczenia
Odznaczenia państwowe i resortowe
- Medal Stulecia Odzyskanej Niepodległości (2021)
- Odznaka honorowa „Zasłużony dla Kultury Polskiej” (2021)
- Krzyż Wolności i Solidarności (2020)[32][33]
- Odznaka honorowa „Działacza opozycji antykomunistycznej lub osoby represjonowanej z powodów politycznych” (2017)
- Krzyż Oficerski Orderu Polonia Restituta – przez Prezydenta RP Lecha Kaczyńskiego[34][35] (2007)

Odznaczenia samorządowe
- Złota Odznaka Honorowa Zasłużony dla Województwa Dolnośląskiego – przez Sejmik Województwa Dolnośląskiego (2018)
- Medal Europejskiej Stolicy Kultury „Wrocław dziękuje” – przez Prezydenta Wrocławia (2017)

Ordery i odznaczenia zagraniczne i międzynarodowe
- Krzyż Kawalerski Towarzystwa Zasługi Rycerskiego i Szpitalniczego Orderu św. Łazarza (2011)
- Medal MHOSLJ GMCM Vaals (2003)
- czeski Medal Gratias Agit[36] – przez MSZ Republiki Czeskiej przyznany Solidarności Polsko-Czesko-Słowackiej (2003)
- Medal MHOSLJ GMCM Riccione (2001)
- słowacki Medal Policji Miejskich (2001)[37]
- kanadyjski L’Ordre du Bon Temps – przez J. Kinleya Gubernatora Nowej Szkocji (2000)
- Medal MHOSLJ GMCM Sankt Poelten (1999)
- Wielki Krzyż Ortodoksyjnego Zakonu Obrońców Bożego Grobu (1999)
- Wielki Krzyż Sprawiedliwości Rycerskiego i Szpitalnego Zakonu św. Łazarza (1998)[38]
- Krzyż Wielki Orderu Korony Cierniowej – przez Kapitułę Zakonu Korony Cierniowej (1998)

Odznaczenia stowarzyszeń i organizacji społecznych
- Medal za Zasługi „Bliżej Austrii” Towarzystwa Polsko-Austriackiego (2023)
- Złota Odznaka Polskiego Związku Emerytów, Rencistów i Inwalidów (2006)
- Krzyż Komandorski z Gwiazdą Orderu Św. Stanisława – przez Narodową Kapitułę Orderu Św. Stanisława (2000)

## Nagrody
- Medal 70-lecia ASP we Wrocławiu (2019)
- PROstudent – nagroda środowiska akademickiego przyznawana przez Porozumienie Uczelni Wrocławskich (2010)[39]
- Art Prize of Fine Art’s Ateliers of Hollywood, USA (1998)